# Araneus biloculatus
Espèce
Araneus biloculatus est une espèce d'araignées aranéomorphes de la famille des Araneidae.

## Distribution
Cette espèce est endémique du Yunnan en Chine,. Elle se rencontre dans les monts Gaoligong.

## Description
Les mâles mesurent de 2,48 à 2,65 mm et les femelles de 3,09 à 3,50 mm.

## Systématique et taxinomie
Cette espèce a été décrite par Qin, Mi et Liu en 2024.

## Publication originale
- Qin, Mi & Liu, 2024 : « Two new species of Araneus Clerck, 1757 from China (Araneae: Araneidae). » Life Science Research, vol. 28, no 4, p. 330-335.